# Maira occulta
Maira occulta là một loài ruồi trong họ Asilidae. Maira occulta được Wulp miêu tả năm 1872. Loài này phân bố ở miền Australasia.